# Aleurodicus marmoratus
Aleurodicus marmoratus is een halfvleugelig insect uit de familie witte vliegen (Aleyrodidae), onderfamilie Aleurodicinae.
De wetenschappelijke naam van deze soort is voor het eerst geldig gepubliceerd door Hempel in 1922.